# Verfassungsreferendum in Marokko 2011
Das Verfassungsreferendum in Marokko 2011 wurde am 1. Juli 2011 im Königreich Marokko als Reaktion auf den Arabischen Frühling durchgeführt und bestätigte mit laut amtlichen Angaben mehr als 98 Prozent Ja-Stimmen kleine Schritte zur Relativierung der Herrschaft des Königs Mohammed VI. Ausländische Beobachter bezeichneten die Abstimmung als eine Farce. Die marokkanische Oppositionsbewegung, deren Demonstrationen im März 2011 die Ankündigung der Verfassungsänderungen ausgelöst hatten, hatten zum Boykott der Abstimmung aufgerufen. Die neue Verfassung trat am 30. Juli 2011 in Kraft.

## Änderungen
Die mit der Abstimmung beschlossenen Verfassungsänderungen im Einzelnen:
- Neben dem Arabischen ist nun auch Marokkanisches Tamazight, die Sprache der Berber, offizielle Amtssprache. Artikel 5 der überarbeiteten Verfassung nennt sie „gemeinsames Erbe aller Marokkaner ohne Ausnahme“. Im selben Artikel wird es als Aufgabe des Staates festgeschrieben, Hassania als Bestandteil der kulturellen Identität Marokkos zu bewahren. Auch ist der Staat dem Schutz aller anderen lokalen Dialekte und Ausdrücke verpflichtet.
- Der König ist nicht mehr „heilig“, seine Integrität ist jedoch unantastbar (Artikel 46).
- Der König muss einen Premierminister aus der Partei ernennen, die bei Wahlen die meisten Parlamentssitze erhalten hat. Bisher war er in seiner Wahl vollkommen frei.
- Der Premier erhält das Recht, vom König die Entlassung eines Ministers verlangen zu können. Bisher war dies das ausschließliche Recht des Königs. Diese und die vorherstehend genannte Änderung sind in Artikel 47 festgeschrieben.
- Nicht mehr der König, sondern der Premier ernennt hohe administrative und diplomatische Postenträger (unter anderem Botschafter, Geschäftsführer staatlicher Unternehmen und Provinzgouverneure). Dies tut er in Konsultation mit dem Ministerrat. (Artikel 49 und 91)
- Das Parlament erhält einige zusätzliche Rechte. So darf es z. B. eine Generalamnestie erlassen, was bisher nur dem König möglich war (Artikel 71).
- Judikative und Exekutive sollen getrennt werden (Artikel 107).
- Die Verfassung garantiert die zivile und soziale Gleichstellung von Frauen und Männern. Zuvor war nur von politischer Gleichstellung sowie von Gleichberechtigung vor dem Gesetz die Rede.
- Als Regierungsoberhaupt erhält der Premierminister das Recht, das Parlament aufzulösen.
- Für alle Staatsbürger festgeschrieben sind die Freiheit der Gedanken, der Ideen und der Kunst.

Keine dieser Änderungen verändert die zentrale Stellung des Monarchen im Machtgefüge Marokkos, der weiterhin auch die Politik des Landes bestimmt.

## Offizielle Ergebnisse

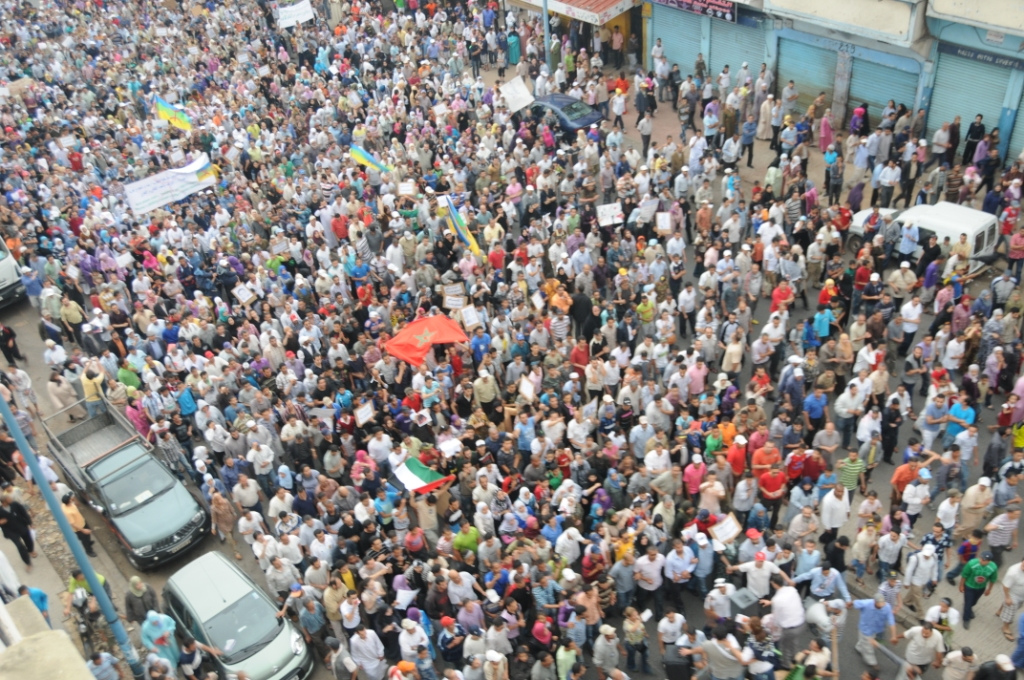
Demonstration in Marokko im Vorfeld des Referendums

|                   | Stimmen    | %        |
| ----------------- | ---------- | -------- |
| Ja                | 9 653 492  | 98,50 %  |
| Nein              | 146 718    | 1,50 %   |
| Gültige Stimmen   | 9 800 210  | 99,17 %  |
| Ungültige Stimmen | 81 712     | 0,83 %   |
| Stimmen gesamt    | 9 881 922  | 100,00 % |
| Wahlbeteiligung   |            | 73,46 %  |
| Wählerschaft      | 13 451 404 |          |
| Quelle:           |            |          |